# Segula Technologies
Segula Technologies (Eigenschreibweise SEGULA Technologies) ist ein familiengeführter internationaler Ingenieursdienstleister mit Sitz im französischen Nanterre nahe Paris. Das Unternehmen ist mit 11.000 Mitarbeitern in 28 Ländern in den Branchen Automobil, Luftfahrttechnik, Energie, Eisenbahn, Schifffahrt, Pharmazie und Petrochemie tätig.

## Geschichte
Segula Technologies wurde 1985 als Beratungsunternehmen für Innovationen und Ingenieurdienstleistungen gegründet. 2002 eröffnete das Unternehmen mit Niederlassungen in Spanien, Rumänien und Tunesien erstmals Tochtergesellschaften außerhalb Frankreichs. 2005 folgten Niederlassungen in den Vereinigten Staaten und der Volksrepublik China. Im Mai 2007 übernahm Segula das 1991 gegründete brasilianische Ingenieursdienstleistungsunternehmen Cardix S.A. Im Januar 2009 erwarb das Unternehmen die auf Elektrofahrzeuge spezialisierte Prototypenabteilung von Matra Automobile. Im selben Jahr stellte Segula unter dem Namen Sitrum einen selbst entworfenen Hybridelektro-Lkw vor.
In Deutschland ist Segula seit 2011 mit der Gründung der Segula Technologies GmbH mit Sitz in Ratingen präsent (seit 2015 Köln). Mit dem Hagura stellte Segula 2012 ein Fahrzeugkonzept vor, dessen Antrieb anstatt des üblichen Viertaktmotors aus einem Zweitakt-Hybrid-Motor bestand.
2015 erwarb Segula das auf Engineering und Produktdesign spezialisierte brasilianische Unternehmen Promax Engenharia. 2016 übernahm Segula das in Plymouth, Michigan ansässige Unternehmen Griswold Engineering Inc., den französischen Konstrukteur von Kunststoffteilen 3AI, das in der Luft- und Raumfahrt tätige marokkanische Tochterunternehmen von Sira France, Sira Maroc, sowie die im Bereich Öl und Gas tätigen französischen Unternehmen Secomat und Horus.
Seitdem erwarb Segula weitere Unternehmen aus den Bereichen Produktdesign oder Produktlieferanten unter anderem aus den Vereinigten Staaten, Brasilien, Marokko und Frankreich. Darüber hinaus akquirierte Segula die im Automobildesign tätige Firma Technicon. Technicon beschäftigt weltweit rund 400 Mitarbeiter, unter anderem an den deutschen Standorten Köln und München. Zudem erwarb Segula das 1994 gegründete und im Automobildesign tätige Münchener Unternehmen EK Design mit rund 400 Mitarbeitern.
Im März 2017 stellte Segula auf dem Genfer Auto-Salon sein neues Fahrzeugkonzept Hagora Pulse vor, das über eine Fußgängererkennung, die Erkennung des Fahrerzustandes sowie Gestensteuerung in Kombination mit Augmented-Reality-Elementen verfügt. Zwischen 2012 und 2017 hat das Unternehmen seine Mitarbeiterzahl von rund 6700 im Jahr 2012 auf rund 11.000 im Jahr 2017 gesteigert. In den Jahren 2014 bis 2017 hat das Unternehmen durch Zukäufe und organisches Wachstum seinen Umsatz um rund 60 Prozent erhöht. Nach eigenen Angaben strebt das Unternehmen für das Jahr 2018 an, mehr als 4600 neue Mitarbeiter einzustellen, davon rund 50 Prozent außerhalb Frankreichs.
Im Juni 2018 kündigten Segula und der auf Elektronik und Logistik spezialisierte Münchener Dienstleister ESG Elektroniksystem und Logistik-GmbH eine Kooperation für strategische Projekte und die gemeinsame Betreuung von Kunden an. Im Juli übernahm Segula das in der Kunststofftechnik tätige französische Unternehmen Activetech mit 84 Mitarbeitern.
Ende April 2021 wurde bekannt, dass der Konzern den Chef seiner deutschen Tochtergesellschaft, Martin Lange, austausche. Neuer Geschäftsführer in Rüsselsheim werde Holger Jené, Chief Sales Officer Automotive Europe – und das „mit sofortiger Wirkung“.

### Übernahme von Teilen des Opel-Entwicklungszentrums
Mitte November 2018 gaben Segula und Opel bekannt, eine strategische Partnerschaft vereinbart zu haben. Dabei sollen Teile des Opel-Entwicklungszentrums in Rüsselsheim inklusive 2000 Mitarbeiter von Segula Technologies übernommen und ein „Technologie-Campus“ in Rüsselsheim geschaffen werden. Dagegen haben sich die Opel-Mitarbeiter gewehrt, so dass der Automobilhersteller in Verhandlungen mit dem Betriebsrat eine Lösung finden musste. Mitte März 2019 meldete Opel dann, dass mit den Mitarbeitern des Entwicklungszentrums eine Übereinkunft getroffen wurde. Demnach wird das Programm für Abfindungen, Altersteilzeit und Vorruhestand wieder angeboten. Damit haben die Mitarbeiter die Wahl, ob sie in die neue Gesellschaft von Segula Technologies eintreten, oder ein Angebot des Programms annehmen. Für Opel bleibt es dabei, dass 2000 Stellen im Unternehmen abgebaut werden. 1343 Opel-Mitarbeiter wählten eine der Abfindungsvarianten, sodass lediglich 700 Angestellte zu Segula übergegangen sind. Das Opel-Entwicklungszentrum sowie die Teststrecke in Rodgau-Dudenhofen wurden im September 2019 von Segula Technologies übernommen.
Nach dem Beginn der COVID-19-Pandemie kündigte die Geschäftsleitung von Segula Deutschland einen Abbau von 300 Stellen an.
Aufgrund fehlender Aufträge wurden im Dezember 2022 weitere 100 Arbeitsstellen abgebaut. Eine vollständige Schließung des Standortes konnte durch Lohneinbußen der Mitarbeiter verhindert werden. Im Juli 2025 wurde Insolvenz in Eigenverwaltung für Segula Deutschland angemeldet.

## Unternehmen
Segula beschäftigt rund 11.000 Mitarbeiter an 140 Niederlassungen in 28 Ländern. In Europa ist das Unternehmen mit rund 100 Niederlassungen vertreten, dazu zählen auch fünf Produktionsstandorte in Frankreich zur Herstellung von Komponenten für die Luftfahrtindustrie. In Deutschland und Österreich hat Segula Technologies rund 550 Mitarbeiter an den Standorten Köln, Landshut, München, Stuttgart, Wolfsburg, Görlitz, Steyr, Graz und Wien.

### Tätigkeitsbereiche
Segula ist für Industriekunden vor allem in der Produktentwicklung tätig. Darüber hinaus entwirft das Unternehmen Produktionsprozesse inklusive der Industrieanlagen und bietet Dienstleistungen im Bereich Logistik, Supply Chain, oder Analysen zur Performance-Verbesserung und Machbarkeitsstudien an. Zu den Großkunden des Unternehmens zählen unter anderem Airbus, Alstom und im Automobilbereich PSA, Renault, Audi, BMW und Porsche.
- Automobil und Nutzfahrzeuge: Segula entwickelt einzelne Komponenten oder komplette Fahrzeuge von dem äußeren und inneren Design bis hin zur Elektronik und dem Motor. Darüber hinaus entwirft das Unternehmen auch Maschinen für Fahrzeugparks und führt Tests von Fahrzeugen durch.[35][36]
- Luftfahrt: Mit seiner Tochtergesellschaft Simra entwickelt Segula für die Luftfahrtbranche das Luftfahrzeugdesign, Antriebssysteme und produziert komplette Unterbaugruppen. Das Unternehmen unterstützt zudem bei Tests und der Wartung. Die Leistungen umfassen Zivil- und Militärflugzeuge, Hubschrauber und Satelliten.[37]
- Energie: Segula unterstützt seine Kunden bei dem Design, der Konstruktion, Inbetriebnahme, Betrieb, Wartung sowie im Abbau von Anlagen der Kern-, Wärme- und erneuerbaren Energien.[38]
- Schienensektor: Das Unternehmen entwickelt Schienenfahrzeuge sowie Signaltechnik und elektronische Systeme und unterstützt bei deren Wartung.[39]
- Schifffahrt: Segula unterstützt beim Design, der Industrialisierung, des Betriebes oder dem Abbau von zivilen oder militärischen Schiffen sowie im Bereich Offshore- und Hafenanlagen.[40]
- Öl und Gas: Das Unternehmen entwickelt Anlagen, Raffinerien, Plattformen und Standorte für die Öl-, Gas- und Chemieindustrie. Dazu zählen auch Durchführbarkeits- und Konstruktionsstudien.[41]
- Pharmazie: Im Gesundheitssektor setzt Segula für Kunden Lösungen für die Integration von behördlichen Anforderungen um, identifiziert Verbesserungen im Produktionsprozess und unterstützt bei deren Implementierung. Dabei führt das Unternehmen Studien durch, entwickelt Produktionsanlagen oder unterstützt bei der Wartung.[42]

## Auszeichnungen
Segula Technologies wurde 2018 für sein Kundenengagement mit dem von der spanischen Agentur EFE vergebenen European Business Award ausgezeichnet.